# 重松収
重松 収（しげまつ おさむ、1949年〈昭和24年〉4月12日 - ）は、大阪府出身の俳優、声優。

## 経歴
慶應義塾大学中退。
つかこうへい作品に常連出演したほか、松田優作主演の『探偵物語』で松田演じる工藤俊作の昔からの腐れ縁・ダンディー役で当たり役を得た（松田とは文学座の同期でもあり、運転手も務めていた）。松田については、映画『ブラック・レイン』の撮影を終え、帰国してすぐ普通自動車の運転免許を取得し、普段運転手を頼んでいた重松を自動車で迎えに来たというエピソードがある（ラストデイズ「“お前は、オレになれる”　松田優作×香川照之」より）。

## 出演

### 映画
- 金田一耕助の冒険（1979年） - 矢野
- 生きてるうちが花なのよ 死んだらそれまでよ党宣言（1985年） - 警官A
- 高校生教師 失神!（1985年）
- 青春かけおち篇（1987年）
- ガメラ3 邪神覚醒（1999年） - 街頭インタビューを受ける会社員
- 完全暴行計画（1999年）
- ホワイトアウト（2000年）
- 独立少年合唱団（2000年） - 医者
- 狗神（2001年）
- ココニイルコト（2001年） - 工藤友康
- 突入せよ! あさま山荘事件（2002年） - 富沢警察庁警備局長
- ロスト・イン・トランスレーション（2003年）
- ミッドナイトイーグル（2007年） - 医者
- アキレスと亀（2008年） - 専務
- 相棒 -劇場版II- 警視庁占拠! 特命係の一番長い夜（2010年） - 川上博康
- きな子〜見習い警察犬の物語〜（2010年） - うどん店の客
- 聯合艦隊司令長官 山本五十六（2011年） - 小料理屋「志津」の客
- 人類資金（2013年） - 内閣官房長官
- 百円の恋（2014年） - ジムの会長
- 心霊喫茶「エクストラ」の秘密-The Real Exorcist-（2020年5月、日活） - 医師小野寺の父

### テレビドラマ
- 太陽にほえろ!（東宝 / NTV）
  - 第77話「五十億円のゲーム」（1974年） - 森川三郎
  - 第228話「目撃者」（1976年） - エリナ商事社員(山田の上司) ※重松修と誤記
  - 第544話「屈辱」（1983年）
- 赤い迷路　第8話（1974年、大映テレビ / TBS）
- 俺たちの勲章（1975年、東宝 / NTV）
  - 第4話「刑事くずれ」 - 山田
  - 第17話「子守唄」 - チンピラ（アニキ）
- いろはの"い" 第31話「協力者」（1977年） - 今村
- 探偵物語（1979年 - 1980年、NTV） - ダンディー
- 西部警察シリーズ（石原プロ / ANB）
  - 西部警察
    - 第26話「友情の捜査線」（1980年） - 片岡ジュン
    - 第82話「ろくでなしの詩」（1981年） - 吉田
    - 第114話「FBI・指名手配」（1982年） - 中光貿易幹部(黒スーツ)
    - 第120話「消えた白バイ隊の謎」（1982年） - 銃刀法違反の男

  - 西部警察 PART-II
    - 第8話「暁の決断」（1982年） - アイダ
    - 第16話「追撃」（1982年） - 違法カジノの男(赤シャツ)
    - 第27話「傷だらけの天使」（1982年） - 針尾組構成員
- 大激闘マッドポリス'80 第8話「破壊」
- プロハンター（1981年、NTV / セントラル・アーツ）
  - 第3話「逃亡遊戯」 - バーテンダー
  - 第14話「殺しは別れの挨拶」 - KKカンパニーの男
- ザ・ハングマン 第45話「浮気夫人の遺書を探れ」（1981年） - 神社のチンピラ
- 金曜ドラマ　想い出づくり。（1981年）
- 大江戸捜査網 第599話「母が哭く津軽三味線呪い節」（1983年、テレビ東京 / 三船プロ） - 卓次
- 時代劇スペシャル　無明剣走る（1983年、CX）
- 流れ星佐吉（1984年、松竹 / KTV）
- 木曜劇場 オレゴンから愛（1984年、CX）
- 嫁ぐ日'84（1984年8月25日、NHK） - マネージャー 役
- 連続テレビ小説 澪つくし（1985年、NHK） - 殿岡忠義 役
- 木曜劇場 ライスカレー（1986年、CX）
- 西田敏行の泣いてたまるか 第2話「目の上のたんこぶ」（1986年、TBS / 国際放映、東阪企画）
- 誇りの報酬 第25話「あの美女は誰だ?!」（1986年、NTV / 東宝） - 偽造紙幣組織幹部
- 大都会25時（1987年）
- もっとあぶない刑事　第22話「暴露」（1989年、NTV） - 田宮
- 岡っ引きとぶ（1991年） - 「檜屋」番頭
- 腕におぼえあり（1992年、NHK） - 中里
- 金曜エンタテイメント「松本清張三回忌特別企画・草の陰刻」（1994年、CX / レオナ） - 瀬川俊太郎 役
- 月曜ドラマスペシャル「税務調査官・窓際太郎の事件簿3」（1999年、TBS）
- 月曜ミステリー劇場「探偵 左文字進5」（2002年、TBS） - 林田徹 役
- 女と愛とミステリー
  - 松本清張没後10年特別企画・たづたづし（2002年、TX / BSジャパン） - 営林署の従業員
  - 多摩南署たたき上げ刑事・近松丙吉4（2004年） - 山村進 役
- 水曜ミステリー9「不倫調査員・片山由美」（TX）
- 忠臣蔵（2004年）
- 輝き馬世界（TX） - ナレーション
- 泣きたい夜もある
- 大河ドラマ（NHK）
  - 武田信玄（1988年） - 本間角造 役
  - 葵 徳川三代（2000年） - 後藤又兵衛 役
- 死を呼ぶ人形(1989年1月30日、TX)
- 平成夫婦茶碗 ドケチの花道　第5話（2000年）
- 最悪（2001年、BS-i）
- 津軽海峡ミステリー航路3（2004年） - 林五郎 役
- はぐれ刑事純情派ファイナル 第4話（2005年）
- Servus Tokyo
- 水戸黄門 第36部 第19話「浪花娘情けの恩返し -高野山-」（2006年12月11日、TBS / C.A.L） - 新田新兵衛
- 火曜サスペンス劇場（NTV）
  - ハムレットは行方不明（1981年）
  - 深く埋めて 木の下の3億円!（1987年）
  - 六月の花嫁シリーズ第3作
  - わが町第1作「警察爆破を狙う逆恨みの女の狂気と執念」（1992年10月13日）
  - 新・女検事 霞夕子第5作「雨に濡れた遺書」（1995年8月8日）
  - 弁護士・朝日岳之助第11作「笑わせても殺さない」（1998年2月17日）
  - 北の警察署長（1998年9月15日）
  - 警部補 佃次郎第7作「ここだけの話」（1999年3月9日）
  - 警視庁鑑識班第7作「社長射殺事件の凶器はオレの銃 ― 拳銃を奪われた暴対刑事の苦悩と恐怖の10日間」（1999年6月22日）
  - 通いの天使 介護ヘルパー田野倉滋子
- 土曜ワイド劇場（EX）
  - 森村誠一の孤独の密葬（1985年）
  - 松本清張サスペンス・黒い空（1990年）
  - タクシードライバーの推理日誌4（1994年）
  - おばはん刑事!流石姫子
  - 元祖!混浴露天風呂連続殺人事件
  - お祭り弁護士・澤田吾朗1（2000年） - 国松亮三
- 金曜プレステージ
  - 浅見光彦シリーズ31・喪われた道　（2008年5月）
- 相棒（テレビ朝日 / 東映）
  - season6 第1話「複眼の法廷」（2007年10月24日） - 速水雄一
  - season9 第6話「暴発」（2010年12月1日） - 川上博康
  - season14 第10話「英雄〜罪深き者たち」（2016年1月1日） - 大黒隆明
- おみやさん第6シリーズ　第7話（2008年）
- NHKハイビジョン特集「日本のいちばん長い夏」（2010年7月）
- 水曜ミステリー9「ビート 警視庁強行犯 樋口顕」（2015年8月26日、TX）
- 刑事7人（2017年） - 小川零士
- 月曜名作劇場 「警視庁機動捜査隊216 Ⅸ」（2018年） - 森尾達彦

### ドキュメンタリー
- ラストデイズ「お前は、オレになれる」松田優作×香川照之（2010年、NHK）

### 舞台
- 白夜行
- LILIES
- 虹の橋

### テレビアニメ
- こちら葛飾区亀有公園前派出所（フジテレビ）
  - 第149話「働け! 松吉」（1999年8月22日） - 加藤恒
  - 第240話「スーパー老巡査の素晴らしき一日」（2001年11月11日） - 佃名誉警視監

### 吹き替え
- メントーズ